# Institut de financement du développement du Maghreb arabe
L’Institut de financement du développement du Maghreb arabe (IFID) est un établissement d'enseignement supérieur, créé par la convention du 3 septembre 1981 conclue entre les gouvernements algérien et tunisien pour dispenser une formation post-master d'études supérieures spécialisées à des hauts cadres maghrébins pour les besoins des banques et des compagnies d'assurance, des départements ministériels et de toute autre entreprise publique ou privée,.
L'IFID est considéré comme un établissement de référence dans la formation des cadres des secteurs bancaire, financier et assurantiel au sein de la région du Maghreb.
Le siège de l'IFID est situé dans le quartier résidentiel d'El Manar au nord de l'agglomération de Tunis, capitale de la Tunisie.

## Accès
L'accès se fait par voie de concours, réputé pour sa sélectivité et son exigence académique. Le processus d'admission se déroule en deux étapes : des épreuves écrites suivies, pour les candidats admissibles, d'un entretien oral accompagné d'un test psychotechnique. Les épreuves écrites portent sur trois disciplines fondamentales : l'économie, la finance et les méthodes quantitatives. Les épreuves d'admissibilité se déroulent simultanément en Tunisie, en Algérie, en Mauritanie, au Maroc et en Libye. Pour pouvoir passer le concours, les candidats doivent être titulaires d'un master ou d'un diplôme d'ingénieur et être des cadres en exercice dans les départements ministériels, entreprises économiques ou financières, publiques ou privées,.

## Impact
L'IFID joue un rôle actif dans le développement de la recherche appliquée en lien avec les secteurs bancaire et assurantiel, en assurant la valorisation, la publication et la diffusion des résultats. Son impact se reflète dans les hautes sphères institutionnelles : près de la moitié des directeurs généraux de la Banque centrale de Tunisie, environ 30 % de ceux du ministère des Finances, ainsi qu'une large part des cadres dirigeants du secteur des assurances sont issus de l'institut en 2022. Entre 1982 et 1998, l'IFID a également permis à de nombreux étudiants maghrébins de bénéficier de stages de formation à l'international, notamment en Europe, dans des banques, compagnies d'assurances et institutions financières de renom.
L'IFID propose des programmes de formation continue, conçus en réponse aux besoins spécifiques des entreprises. Ces formations, de moyenne ou longue durée, visent à renforcer les compétences des professionnels maghrébins.

## Publications
L'IFID a publié la revue Finances et développement au Maghreb sans interruption depuis sa création jusqu'en 2001, année où elle a cessé pour raisons budgétaires. En 2020, l'institut relance un périodique intitulé Les cahiers de l'IFID , un biannuel consacré aux mémoires des étudiants.